# Taboo (musical)
Taboo és un musical amb llibret de Mark Davies (majorment reescrit per Charles Busch per a la producció de Broadway), lletres de Boy George i música de George i Kevan Frost.
Situat en un magatzem abandonat de Londres, és la història parcialment imaginada d'un grup de famosos de club situat al que va ser el nightclub més fashion de la ciutat, l'ara llegendari 'Taboo' (1985-87) del títol, creat per Leigh Bowery. Boy George apareix com un dels habituals del club, tot i que en realitat, George rarament hi anava. El show també se centra en la vida de George prèvia i posterior a aconseguir la fama.
Va estrenar-se al reestrenat Venue Theatre del West End el 29 de gener del 2002. L'humorista i presentadora de programes d'entrevistes Rosie O'Donnell va quedar-ne'n tan enamorada que decidí finançar la producció de Broadway. Després de 16 prèvies, s'estrenà el 13 de novembre del 2003 al Plymouth Theatre on, després de crítiques demolidores, tancà després de 100 funcions. El repartiment, dirigit per Christopher Renshaw, incloïa a Boy George (sota el seu nom real, George O'Dowd), Euan Morton, Dianne Pilkington, Raúl Esparza, Sarah Uriarte Berry i Jeffrey Carlson. O'Donnel informà que va perdre tota la seva inversió de 10 milions de dòlars al projecte. Malgrat això, va dir a una entrevista que tornaria a portar Taboo a Broadway.

## Argument
El show es basa parcialment en l'escena New Romantic de la dècada de 1980. El seu centre és la vida i la carrera de l'estrella pop Boy George, que va assolir la fama a inicis de la dècada amb el seu grup Culture Club i els seus contemporanis, incloent l'artista de performances i promotor Leigh Bowery, el cantant pop Marilyn, l'amo del nightclub Blitz Steve Strange (després del grup electro-pop Visage) i Philip Sallon, groupie punk i promotor del Mud Club.
Bill, un jove que discuteix amb el seu pare, marxa a Londres per fer-se un lloc al món de la fotografia. Allà coneix a Phillip Sallon, que en veure que el noi no té on quedar-se a dormir l'envia a la casa que comparteixen George i Kim. Allà, Bill queda impactat per l'aparença tan estranya de George, qui es passeja per casa completament maquillat i vestint una túnica i un casc romà amb un plomall de plomes blanques.
George se sent atret per Bill, mentre que Kim i el recent arribat Bill ho neguin se senten interessats l'un per l'altre. Sovint es troben a un club on hi van amics i coneguts de George com Marilyn, rival de Boy George al món de la música, encara que acaben sent amics. Les enveges, les gelosies, els amors de tots ells als que se suma la mare de Bill, que després de discutir amb el seu marit l'abandona per establir-se a Londres, fent-se amiga i col·laboradora de Kim, cercant establir-se al món de la moda.

## Personatges
- Billy – el protagonista, Billy és un aspirant a fotògraf. Frustrat per la vida sub-urbana de Bromley, marxa a Londres ('Safe in the city') per fer fortuna. No està basat en cap persona real. Interpretat per Luke Evans a la versió original de Londres.
- Kim – aspirant a dissenyadora de moda punk i companya de pis de George. Ferotge però insegura, rarament emergeix de darrere el seu maquillatge. No està basat en cap persona real. Interpretada per Dianne Pilkington a la versió original de Londres.
- George – artista, poeta, escriptor de cançons, George O'Dowd és mostrat abans i durant el seu èxit. Mai no apareix vestit convencionalment. Interpretat per Euan Morton, de qui Boy George va dir que era "més Boy George que jo mateix".
- Leigh Bowery - dissenyador australià i artista de performances. Constantment envoltat d'una colla d'admiradors/esclaus. Absorbeix a Billy al seu grup.
- Philip Sallon – la segona persona que es troba a Billy a Londres, que el porta a la casa de Kim i George.
- Josei James – mare de Billy, que esdevé en el millor amic de Kim i col·lega de negocis. No està basat en cap persona real.
- Marilyn - un altre dels Blitz Kids, primer és un rival de George, després és el seu millor amic.
- Janey – periodista del diari The Sun, que té connexió amb George.
- Steve Strange  - porter del club "Blitz" i cantant del grup Visage que té èxit amb "Fade to Grey".
- Derek – pare de Billy. Violent, alcohòlic i homofòbic. No està basat en cap persona real.

## Cançons

### Producció Original de Londres
| I Acte - Ode to Attention Seekers (Philip Sallon i Conjunt) - Safe in the City (Billy) - Freak (Philip Sallon) - Stranger in This World (George) - Genocide Peroxide (Marilyn) - I'll Have You All (Leigh Bowery) - Love Is a Question Mark (Billy i Kim) - Shelter (Petal) - Pretty Lies (Kim i George) - Guttersnipe (George i Marilyn) - Talk - Stranger in This World (reprise) | II Acte - Everything Taboo (Leigh Bowery i Conjunt) - Independent Woman (Josie, Kim i Philip Sallon) - I See Through You (Billy) - Petrified (Philip Sallon) - Ich Bin Kunst (Leigh Bowery) - Out of Fashion (Steve Strange, Marilyn, Billy, Philip Sallon) - Il Adore (Big Sue) - Pie in the Sky (George, Billy) - Bow Down Mister (George i Conjunt) Encore: - Karma Chameleon (Conjunt) |

## Premis i nominacions
| Any  | Premi                  | Categoria                                             | Nominat                | Resultat  |
| ---- | ---------------------- | ----------------------------------------------------- | ---------------------- | --------- |
| 2002 | Premi Tony             | Millor Banda Sonora                                   | Millor Banda Sonora    | nominat   |
| 2002 | Premi Tony             | Millor Actor Protagonista de Musical                  | Euan Morton            | nominat   |
| 2002 | Premi Tony             | Millor Actor de Repartiment de Musical                | Raúl Esparza           | nominat   |
| 2002 | Premi Tony             | Millor Vestuari                                       | Millor Vestuari        | nominat   |
| 2002 | Premi Theatre World    | Euan Morton                                           | Euan Morton            | GUANYADOR |
| 2002 | Premi Drama Desk       | Actor de Musical Més Destacat                         | Euan Morton            | nominat   |
| 2002 | Premi Drama Desk       | Actor de Repartiment de Musical Més Destacat          | Raúl Esparza           | GUANYADOR |
| 2002 | Premi Drama Desk       | Actor de Repartiment de Musical Més Destacat          | Jeffrey Carlson        | nominat   |
| 2002 | Premi Drama Desk       | Lletres Més Destacades                                | Lletres Més Destacades | nominat   |
| 2002 | Premi Drama Desk       | Música Més Destacades                                 | Música Més Destacades  | nominat   |
| 2002 | Premi Drama Desk       | Millor Vestuari                                       | Millor Vestuari        | nominat   |
| 2003 | Premi Laurence Olivier | Millor Musical                                        | Millor Musical         | nominat   |
| 2003 | Premi Laurence Olivier | Millor Actuació en un Paper de Repartiment de Musical | Paul Baker             | GUANYADOR |